# 1159.
◄ | 11. stoljeće | 12. stoljeće | 13. stoljeće | ►
◄ | 1120-ih | 1130-ih | 1140-ih | 1150-ih | 1160-ih | 1170-ih | 1180-ih | ►
◄◄ | ◄ | 1156. | 1157. | 1158. | 1159. | 1160. | 1161. | 1162. | ► | ►►
Arhitektura • Astronomija • Knjige • Književnost • Kršćanstvo • Medicina • Pravo • Promet • Znanost

## Smrti
- 1. rujna – Hadrijan IV., papa

## Vanjske poveznice
|  | Zajednički poslužitelj ima još gradiva o temi 1159. |